# Mary Slessor
Mary Mitchell Slessor (ur. 2 grudnia 1848 w Aberdeen, zm. 13 stycznia 1915 w Itu) – szkocka misjonarka, pacyfistka i pionierka wolontariatu na terenach obecnej Nigerii. Dzięki odwadze i poświęceniu zaskarbiła sobie serca miejscowej ludności, promując prawa kobiet i walcząc o zniesienie niewolnictwa.

## Młodość
Mary Slessor urodziła się w ubogiej rodzinie na przedmieściach Aberdeen (Glicomston). W wieku 11 lat, po przeprowadzce do Dundee, zaczęła pracować w fabryce tekstylnej. Spędzała codziennie 12 godzin w źle wietrzonej hali, w ogłuszającym huku maszyn. Wzrastała w atmosferze żarliwości religijnej i surowej dyscypliny, wdrożonej przez matkę, która przestrzegała zasad Szkockiego Zjednoczonego Kościoła Prezbiteriańskiego. Towarzyszyła matce we wszystkich konferencjach misjonarzy, niedawno przybyłych z odciętych od świata zakątków. Wiadomość o śmierci Davida Livingstone’a dodała jej odwagi. Oznajmiła rodzinie, że chciałaby wyjechać do Afryki i pracować tam, gdzie bardziej jej potrzebują. Po krótkim przeszkoleniu w swoim kościele, w 1876 wypłynęła na pokładzie statku "Etiopia" z Liverpoolu do Afryki Zachodniej.

## Pierwsza podróż
Mary Slessor wysiadła na ląd w Calabarze, w jednym z najbardziej niezdrowych miejsc świata, będącym ważnym ośrodkiem handlu niewolnikami. Białego człowieka uważano za weterana, jeżeli przeżył tu 10 lat, zasadniczo zaś po tak długim pobycie wracał do domu jako nieuleczalny inwalida. W kraju nie było władz kolonialnych, chociaż Calabar oficjalnie znajdował się pod wpływami brytyjskimi. Handel niewolnikami stopniowo malał z powodu ostrych sprzeciwów Anglii i gospodarka przestawiała się na handel olejem palmowym.
Duke Town, pierwszy cel podróży Mary, był małą, brudną mieściną tuż przy rozlewisku rzeki Cross. Zamieszkała na misyjnym wzgórzu, wraz z rodziną Andersonów, parą kalwińskich misjonarzy, pionierów ewangelizacji ludzi z zatoki Benin. Protestanccy misjonarze nie osiągnęli na tych terenach zbyt wielu sukcesów – od początku ich działalności w 1848 przypadków nawrócenia można było zliczyć na palcach jednej ręki. Pewien postęp osiągnięto jedynie w pojedynczych miasteczkach ujścia, ale w głębi lądu nadal składano ofiary z ludzi, mordowano niemowlęta, wymierzano sprawiedliwość za pomocą prób wytrzymałości na truciznę lub na wrzący olej, a także prześladowano i zastraszano okoliczne plemiona. Alkohol był bardzo łatwo dostępny w zamian za kość słoniową, olej palmowy lub odrobinę złotego proszku. Pijaństwo było powszechne wśród mężczyzn i kobiet, a nawet dzieci. Po przyjeździe Mary musiała przyzwyczaić się do dusznego klimatu wybrzeża, długich wędrówek przez dżunglę i gwałtownych burz, zatapiających deszczem całe miasto, z którego trzeba było się pospiesznie ewakuować. Zaczęła uczyć się miejscowego języka efik, równocześnie odbywając coraz dalsze wędrówki.
Z 60 funtów, jakie dostawała od Kościoła, większą część musiała oddawać Andersonom za mieszkanie i życie. W 1879, kiedy na krótko wróciła do Szkocji, postanowiła przenieść matkę i rodzeństwo do wioski na przedmieściach Dundee, z dala od fabryk odzieżowych. W trakcie pobytu poprosiła radę misjonarską Kościoła o wysłanie na właściwą stację misyjną. Zdecydowano, iż podejmie się organizacji misji w Old Town – miejscu przeklinanym przez misjonarzy z uwagi na fatalny klimat.

## Misja w Old Town
Po przyjeździe do Old Town, zamieszkała w chacie z błota i liści palmowych. W krótkim czasie dom Mary zapełnił się dziećmi. Niektóre zostawiali tu rodzice uważając, że więcej się nauczą, mieszkając z białą kobietą. Inne znajdowała porzucone w dżungli i wyratowała od pewnej śmierci. Zaczęła również badać tereny wiodące w górę rzeki Cross, decydując się na podróż do miasta James Town na wezwanie wodza plemienia Okon. Była już dobrze znana z prowadzenia twardych negocjacji handlowych i starań o niestosowanie okrutnych kar. Król Eyo Honesty, gdy dowiedział się o planach misjonarki, mimo sprzeciwów, wysłał po nią własną królewską łódź.
Następne miesiące były bardzo ciężkie dla Mary – częste ataki malarii zmuszały ją do bezczynności. Ulewne tropikalne deszcze i wilgotny upalny klimat pogarszał dodatkowo jej słabe zdrowie. Kiedy w 1883 zdecydowała się na powrót do Szkocji, była tak słaba, że musiano ją wnieść na statek na noszach. Wracała jednak w towarzystwie paromiesięcznej, porzuconej dziewczynki, którą nazwała imieniem swojej młodszej siostry Janie. Po powrocie po raz kolejny zdecydowała się na przeniesienie matki i rodzeństwa w miejsce o łagodniejszym klimacie – tym razem do Devonshire.

## Misje w Okoyong
W 1885 przypłynęła do Afryki po raz trzeci. W lutym 1886 otrzymała wiadomość o śmierci matki. Trzy miesiące później na gruźlicę zmarła siostra Jane.
Terenem wybranym przez Mary dalszej pracy był okręg Okoyong – oddalone od świata miejsce wśród dżungli i błot, rozciągające się między rzekami Calabar i Cross. Zamieszkujące je plemię wojowniczych tubylców z plemienia Bantu wypędziło ludność mieszkającego tam dawniej plemienia Efik i zajmowało się handlem niewolnikami w zamian za alkohol i broń. Mieli bardzo niewiele kontaktów z Europejczykami, a misjonarzy nie przyjmowali gościnnie. Przygotowania do przeprowadzki zajęły 2 lata, w czasie których podjęła 3 ekspedycje. W czasie czwartej Mary zdecydowała się iść sama na rozmowę z miejscowym wodzem Edemem i przekonać go, by pozwolił na budowę chaty w osadzie. Przez ten czas pozostawała w wielkiej przyjaźni z królem Eyo, który ponownie zaoferował swoją imponującą królewską łódź, by popłynęła w górę rzeki Calabar. Przyjęcie nie mogło być lepsze – krajowcy tłoczyli się na brzegu rzeki, by zobaczyć z bliska białą kobietę, nazywaną White Ma, przybywającą w eskorcie niezliczonych piróg. Wódz pod wrażeniem ogromnego orszaku zgodził się na budowę domu i szkoły. Na budowę trzeba było jednak czekać rok i w tym czasie Mary musiał zamieszka w haremie wodza, jako jedna z jego licznych żon. Widziała na własne oczy, jak kobiety były karane okrutnymi okaleczeniami, a niewolnicy traktowani gorzej jak zwierzęta. Zaprzyjaźniła się z siostrą króla Edem, Eme Ete, wdową po zmarłym miejscowym wodzu. Dziewczyna cudem ocaliła życie, jako że wszystkie żony wodza oskarżane o jego śmierć i poddane sądowi, zwane sądem białej kury (polegał na zabiciu ptaka i w zależności od tego, w którym kierunku trysnęła krew, kobieta była uznawana za winną lub niewinną).
Wkrótce po przybyciu do Okoyong Mary dowiedział się, że jeden z miejscowych wodzów umiera. Wśród tubylców krążyła wiadomość, że biała kobieta potrafi leczyć, wysłali więc świtę na jej poszukiwanie. Postanowiła wyruszyć w drogę, mimo że była to pora deszczowa, fala na rzece bardzo wysoka, a po drodze mieszkały groźne plemiona, które zabijały wszystkich obcych. Wyprawa udała się jednak, a wódz Krupka wyzdrowiał po kuracji chininą i laudanum. Po tym sukcesie Mary Slessor zyskała sławę uzdrowicielki i uzyskała zgodę na założenie misji.
Największym miejscowym problemem było powszechne pijaństwo. Próbując z nim walczy namówiła miejscowych wodzów na handel pomiędzy sobą olejem palmowym jako środkiem płatniczym, zamiast dżinu, pistoletów i łańcuchów. Zwykłe dni upływały na opiece nad chorymi, wypraszaniu u wodzów łagodniejszych kar dla kobiet i wędrowaniu od wioski do wioski, gdzie jeszcze żaden biały człowiek nie postawił stopy. Po 5 letnim pobycie w Okoyong wyjechała ponownie do Szkocji.

## Wicekonsul i zarządczyni okręgu
Do Calabaru powróciła w lutym 1892 razem ze swoją adoptowaną córką Janie. W tym okresie sytuacja polityczna we wschodniej Nigerii uległa znacznym zmianom. W 1889 rząd brytyjski w porozumieniu z głównymi wodzami regionu ustanowił Protektorat Wybrzeża Nigeryjskiego. W 1891 sir Claude MacDonald został mianowany konsulem Jej Królewskiej Mości. Orientując się, że nie będzie łatwo zaprowadzić rządów brytyjskich w tym dzikim, oddalonym od reszty świata regionie delty Nigru, a zwłaszcza w okolicach Okoyong, postanowił mianować Mary Slessor wicekonsulem i zarządczynią okręgu. Choć początkowo odmówiła, zdała sobie sprawę, że nowe stanowisko pozwoli jej dopomóc krajowcom w zrozumieniu i przestrzeganiu nowych praw. Brytyjskie Biuro Spraw Zagranicznych było oburzone, że tak wysokie stanowisko powierzono kobiecie. MacDonald nie miał jednak wątpliwości, że dobrze wybrał, a Mary zgodziła się, pod warunkiem że nie będzie otrzymywać pensji, gdyż jak powiedziała: "jestem i zawsze będę wolontariuszką".
Mary wróciła do Ekenge jako wysoka urzędniczka miejscowego resortu sprawiedliwości i brała udział wszystkich zgromadzeniach, odbywających się w odległych osadach.
W 1895 do misji w Okoyong przybyła Mary Kingsley – brytyjska podróżniczka i pisarka. Wiedza Mary na temat fetyszyzmu była bardzo użyteczna dla studiów Kingsley nad obyczajami plemion pierwotnych.
Reszta 1895 nie była pomyślna – Mary przechodziła częste ataki malarii, a kilkoro z adoptowanych dzieci zmarło. Dodatkowo ludzie z Okoyong przenosili się na zachód w poszukiwaniu bardziej żyznych ziem, więc Mary Musiała przeprowadzi się razem z nimi w górę rzeki Cross i zbudować nową misję w Akpap. Kiedy budynek był gotowy, postanowiła zostawić tam 3 swoich pomocników i udać się jeszcze dalej, aż na tereny zamieszkane przez pierwotne plemiona. W Ikaot Obong założyła kolejną misję, która stała się bazą wypadową.

## Misje nad rzeką Enyong
W 1909 Mary przebyła ciężką chorobę, ale mimo to starczyło jej sił żeby ufundować kolejną misję w Ikpe. Ponieważ reumatyzm uczynił z niej inwalidkę, przenosiła się z miejsca na miejsce w drewnianej skrzyni na czterech kołach. Później przysłano z Europy wózek inwalidzki. Mimo złego stanu zdrowia nie chciała wracać do Szkocji. Dopiero w 1912 wyjechała na wakacje na Wyspy Kanaryjskie. W 1913 wróciła do osady w Akpap na otwarcie nowego kościoła i zabrała ze sobą wszystkie bliźnięta uratowane od śmierci. Chciała w ten sposób pokazać przesądnym krajowcom, że traktowanie bliźniąt jako istot przynoszących nieszczęście jest okrucieństwem.
Mary ponownie przebywała w Ikpe gdy dowiedział się o wybuch I wojny światowej. Po raz ostatni odbyła wtedy podróż łodzią po rzece Enyong, leżąc na noszach, w towarzystwie adoptowanych dzieci. 13 stycznia 1915 zmarła w Akpapie. Jej ciało przewieziono rządowym brytyjskim statkiem do Calabaru.
Na południu Nigerii jej imię do dzisiaj jest wspominane z szacunkiem, a niektórzy starzy ludzie pamiętają, jak rodzice opowiadali im o pewnej białej kobiecie z rudymi włosami, trochę dziwacznej, ale bardzo dzielnej, która zasiadała wraz z wodzami, by wymierzać sprawiedliwość i wyrzekła się wszystkiego, żeby żyć wśród nich w dzikich lasach Okoyong.